# Najbardziej znaczący bit

Przykładowa reprezentacja binarna bajtu wynoszącego w systemie dziesiętnym 149, z podświetlonym najbardziej znaczącym bitem. Waga MSB wynosi tutaj 128 (2^{7}), a LSB – 1.

Najbardziej znaczący bit (ang. most significant bit, MSB), zwany też najstarszym bitem – bit o największej wadze, znajdujący się w słowie maszynowym na miejscu najbardziej wysuniętym w lewo, przedstawiający największą wartość liczbową. Na przykład dla wartości 8-bitowej może mieć on postać:
```
1
0010101
```